# Тіотропію бромід
Тіотропію бромід (англ. Tiotropium bromide, лат. Tiotropii bromidum) — синтетичний препарат, що за хімічним складом є четвертинною сіллю амонію, та відноситься до блокаторів м-холінорецепторів. Тіотропію бромід застосовується виключно інгаляційно. Тіотропію бромід уперше синтезований у лабораторії компанії «Boehringer Ingelheim» в 1991 році, та застосовується у клінічній практиці з 2004 року.

## Фармакологічні властивості
Тіотропію бромід — синтетичний препарат, що за хімічним складом є четвертинною сіллю амонію, та відноситься до блокаторів м-холінорецепторів. Механізм дії препарату полягає в конкурентному блокуванні м-холінорецепторів, що призводить до зменшення утворення циклічного гуанозинмонофосфату, та спричинює порушення взаємодії ацетилхоліну з мускариновими рецепторами гладкої мускулатури бронхів, наслідком чого є розслаблення гладких м'язів бронхів та збільшення просвіту бронхів. Тіотропію бромід має значно більшу активність та значно триваліший ефект у порівнянні з іпратропію бромідом, що спричинене його більшою селективністю щодо холінорецепторів типу М3, розташованих у бронхах, а також значно більш повільнішою дисоціацією препарату з М3-холінорецепторами. При застосуванні тіотропію броміду спостерігається зниження метаплазії бронхів, розпочинається процес ремоделювання бронхів, а також зниження гіперреактивності бронхів. Тіотропію бромід застосовується інгаляційно при хронічному обструктивному захворюванні легень і бронхіальній астмі, причому вища ефективність препарату досягається у комбінації з бета-2-адреностимуляторів, а також у курців.

### Фармакокінетика
Тіотропію бромід відносно погано всмоктується після інгаляційного застосування, біодоступність препарату після інгаляції складає 19,5 %. Максимальна концентрація препарату в крові спостерігається через 5 хвилин післ інгаляції, максимальний ефект препарату спостерігається через 1—2 години після застосування препарату. Іпратропію бромід добре зв'язується з білками плазми крові. Препарат погано проникає через гематоенцефалічний бар'єр, незначно проникає через плацентарний бар'єр, даних за виділення в грудне молоко людини немає. Метаболізується тіотропію бромід у печінці з утворенням неактивних метаболітів. Виводиться препарат з організму переважно із сечею, незмінений препарат виводиться з калом.

## Покази до застосування
Тіотропію бромід застосовується для підтримуючого лікування при бронхіальній астмі, хронічному обструктивному захворюванні легень.

## Побічна дія
При застосуванні тіотропію броміду рідко спостерігаються наступні побічні ефекти:
- Алергічні реакції — шкірний висип, свербіж шкіри, кропив'янка, набряк Квінке, сухість шкіри.
- З боку травної системи — сухість у роті, ларингіт та фарингіт (внаслідок подразнення слизових оболонок при інгаляційному застосуванні), гастроезофагеальний рефлюкс, кандидоз ротової порожнини, стоматит, нудота, запор, кишкова непрохідність.
- З боку нервової системи — головний біль, запаморочення, підвищення внутрішньоочного тиску, нечіткість зору, глаукома.
- З боку дихальної системи — кашель, бронхоспазм, носова кровотеча, синусит, дисфонія.
- З боку серцево-судинної системи — фібриляція передсердь, тахікардія, суправентрикулярна тахікардія.
- З боку сечостатевої системи — порушення сечопуску в чоловіків. інфекції сечових шляхів.

## Протипокази
Тіотропію бромід протипоказаний при підвищеній чутливості до препарату та похідних атропіну, в дитячому віці, І триместрі вагітності та годуванні грудьми.

## Форми випуску
Тіотропію бромід випускається у вигляді розчину для інгаляцій по 1,25 і 2,5 мкг в дозі в картріджах по 60 доз; та капсул з порошком для інгаляцій по 18 мкг у капсулі. Тіотропію бромід випускається також у комбінації з олодатеролом.